# 裴莊伯
裴莊伯（?—?），字孝夏，北魏官员，河东郡闻喜县（今山西省运城市闻喜县）人，出自河东裴氏定著五房之一的洗马裴。
裴莊伯是裴骏之孙，裴宣之子，裴敬宪弟。裴莊伯博学能文，文笔与裴敬宪相匹敌。魏孝明帝时上《神龟颂》，受人赞誉。任城王元澄辟为行参军。临淮王元彧引他为记室参军。听说兄长得病疾，还乡侍疾。裴敬宪去世，安葬于乡。同年裴莊伯病卒，年二十八岁。永安三年，赠通直散骑侍郎，谥号献。